# 音羽蒲郡インターチェンジ
音羽蒲郡インターチェンジ（おとわがまごおりインターチェンジ）は、愛知県豊川市長沢町にある、東名高速道路のインターチェンジ。通称音蒲（おとがま）。

## 道路
- E1 東名高速道路（18-1番）

## 接続する道路
- 国道1号

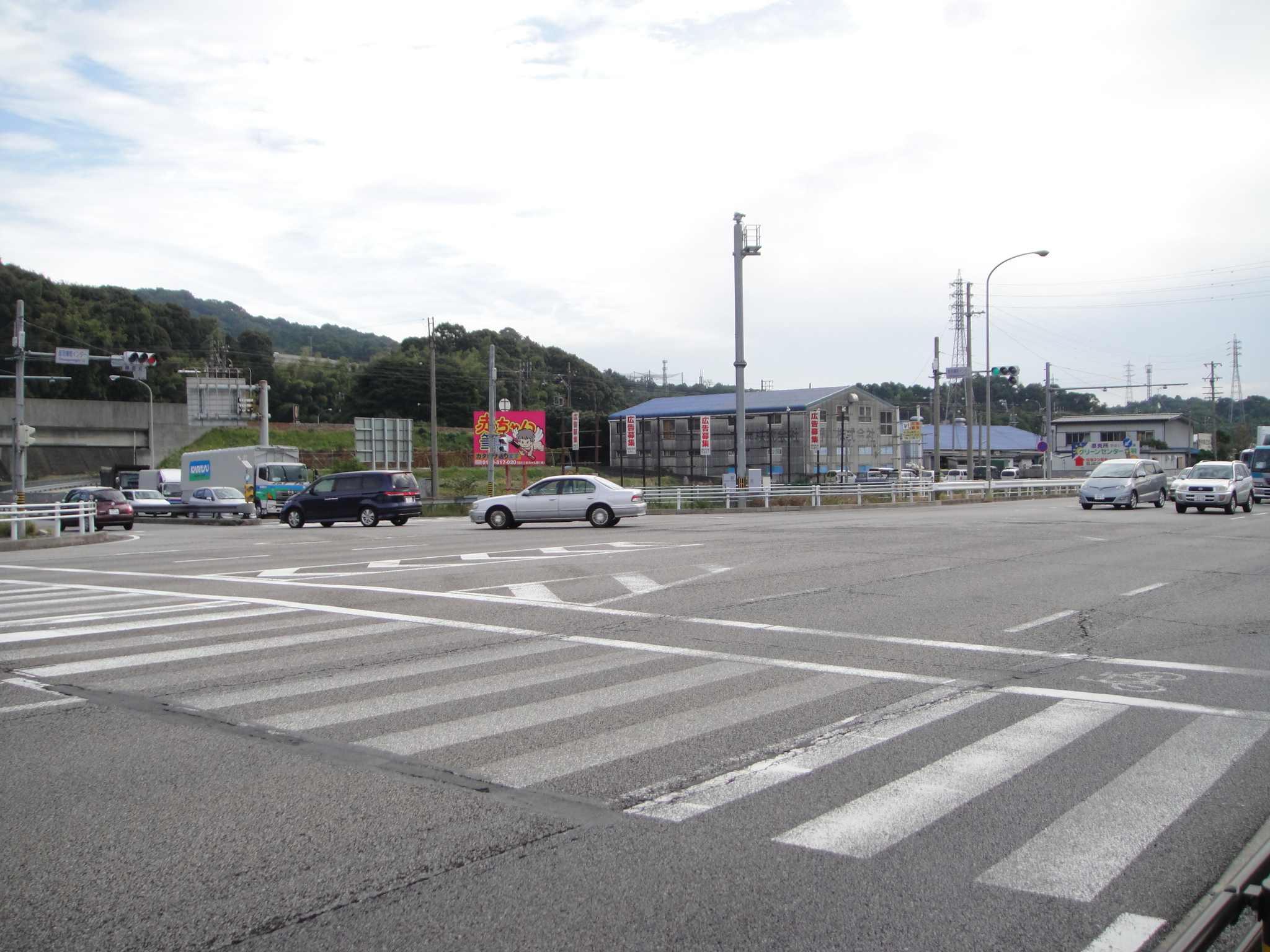
音羽蒲郡インター交差点

- 音羽蒲郡道路（三河湾オレンジロード）（愛知県道73号長沢蒲郡線、元有料道路）
- 国道23号（蒲郡バイパス）（音羽蒲郡道路経由）

## 歴史
- 1986年（昭和61年）11月21日 : 開設。

## 料金所
- ブース数 : 8

### 入口
- ブース数 : 3
  - ETC専用 : 2
  - 一般 : 1

### 出口
- ブース数 : 5
  - ETC専用 : 2
  - 一般 : 3

## 周辺
- えびせんべいとちくわの共和国
- 名鉄名古屋本線 名電長沢駅
- 長沢城（現、豊川市立長沢小学校周辺）

## その他

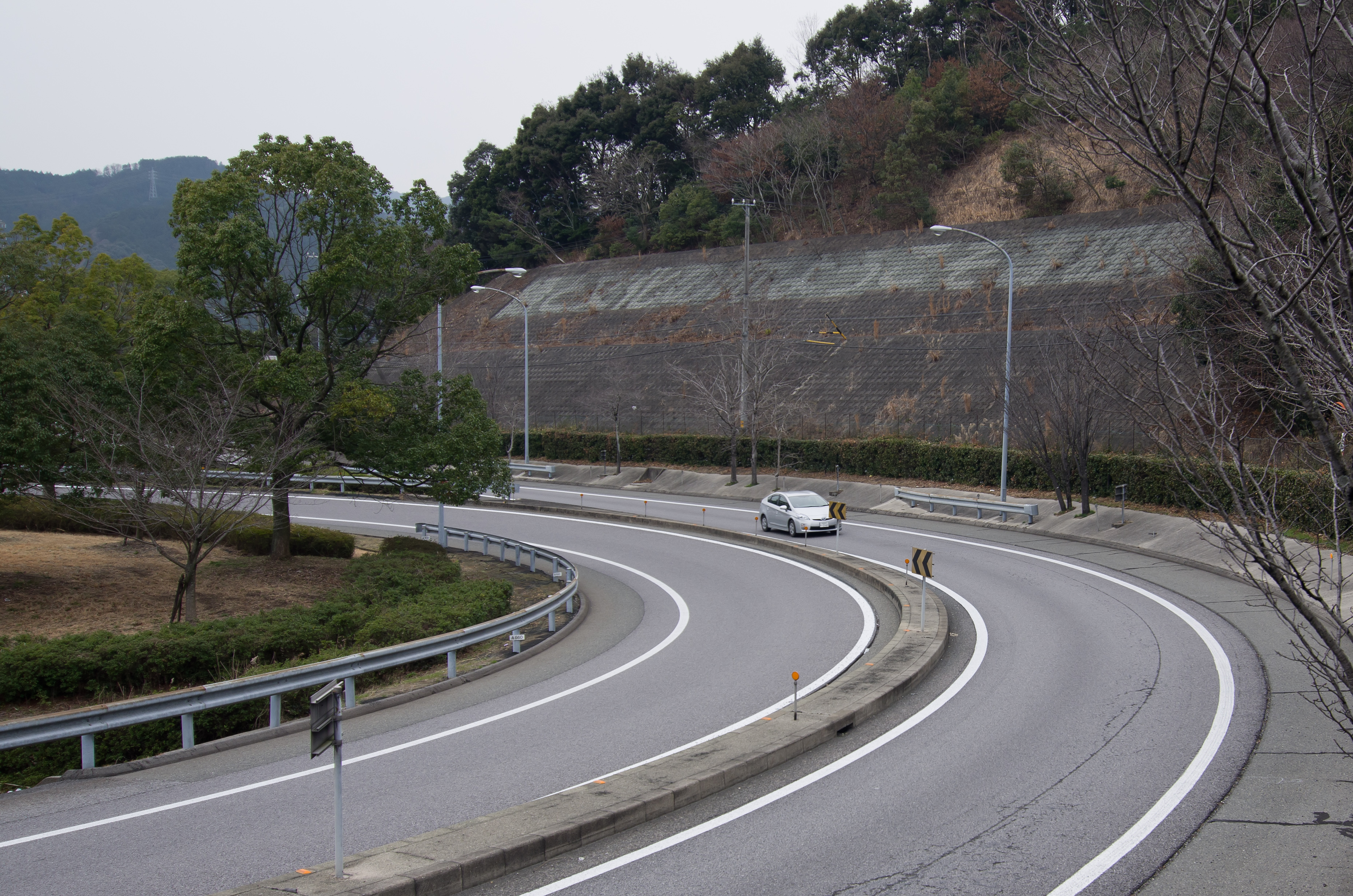
歓迎メッセージの跡（右が奥から手前へ流出する側）

東名高速道路上り線側の流出・流入ランプ分岐付近、流出側から見て左手の山の斜面にインター設置当初の宝飯郡音羽町だった時には「緑と文化の町ようこそ音羽町へ」というメッセージが書かれていた。音羽町が豊川市に編入合併されたためか、現在はほぼ消されているがその名残が残されている。
所在する豊川市の旧音羽町域のみならず岡崎市東部、蒲郡市、西浦温泉、ラグーナ蒲郡への最寄のインターチェンジであり、国道1号と直接接続し、国道23号豊川橋、イオンモール豊川方面などへもアクセスが容易なので、市内にインターが無い豊橋市や田原市へ向かう車も多い（豊橋市からの最寄ICは豊川IC）。

## 隣
E1 東名高速道路
(18) 豊川IC - 赤塚PA - (18-1) 音羽蒲郡IC - 美合PA - (19) 岡崎IC